# In Praise of Pip
"In Praise of Pip" is een aflevering van de Amerikaanse televisieserie The Twilight Zone. Het scenario werd geschreven door Rod Serling.

## Plot

### Opening
In de introductie stelt Rod Serling de kijker voor aan Max Phillips: een bookmaker wiens leven niet veel voorstelt. Hij beschrijft Max als een persoon wiens leven ongeordend en waardeloos is als een stapeltje vuile kleren. Max hoopt op een betere toekomst, maar zal spoedig ontdekken dat de mens niet zo slim is als hij vaak denkt te zijn.

### Verhaal
Max Phillips ontdekt dat zijn zoon Pip stervende is in Vietnam. Hierdoor krijgt hij veel schuldgevoelens daar hij volgens eigen zeggen een betere vader had kunnen zijn. Met dit in het achterhoofd geeft hij 300 dollar terug aan een man die wat tegenslag heeft gehad bij het gokken. Dit brengt Max in de problemen met zijn baas en diens handlanger.
Max wordt neergeschoten en strompelt gewond naar een pretpark. Daar ziet hij tot zijn verbazing zijn zoon, die nu weer een kind is. Max begrijpt uiteraard niet hoe dit kan, maar besluit van de gelegenheid gebruik te maken om wat fouten uit het verleden recht te zetten. Hij en de jonge Pip brengen samen wat tijd door in het park. Dan vertelt de jonge Pip dat hij (zijn oudere zelf uit het heden) inderdaad stervende is en verdwijnt in het niets.
Verslagen richt Max zich tot God en maakt een deal met hem: zijn leven in ruil voor dat van Pip. Max sterft, zodat zijn zoon kan blijven leven.

### Slot
Rod Serling sluit de aflevering af met de boodschap dat de mogelijkheid iemand lief te hebben diep geworteld is bij de mens en dat men daarom nobelheid en zelfopoffering overal tegen kan komen. Zowel bij je op de hoek, als in de Twilight Zone}

## Rolverdeling
- Jack Klugman: Max Phillips
- Billy Mumy: jonge Pip Phillips
- Bobby Diamond: volwassen Pip Phillips

## Achtergrond
Het einde van de aflevering is in enkele opzichten uniek. Daar waar de meeste afleveringen een (ironisch) einde bevatten dat zich focust op de duistere kanten van de menselijke natuur, focust deze zich op het goede dat zelfs op onmogelijke plaatsen kan worden gevonden. Max wordt op het eind neergezet als een tragisch personage dat eindelijk zijn fouten inziet en een tweede kans wil om zijn zoon te laten zien dat hij wel van hem houdt.

## Trivia
- Dit was de laatste aflevering waarin Jack Klugman meespeelt. Daarmee staat hij op een gedeelde eerste plaats met Burgess Meredith als acteur die in de meeste afleveringen heeft meegespeeld.
- Deze aflevering werd op locatie gefilmd in het Pacific Ocean Park in Santa Monica, Californië.
- Deze aflevering bevat mogelijk de eerste referentie ooit naar een Amerikaans slachtoffer in de Vietnamoorlog. In Serlings originele scenario zou Pip dienen in Laos, maar de netwerkproducers corrigeerden hem met de mededeling dat er geen Amerikaanse soldaten in Laos waren. Daarom nam Serling Vietnam als alternatief.